# Mistrzostwa Świata U-19 w Rugby Union Mężczyzn 1987
Mistrzostwa Świata U-19 w Rugby Union Mężczyzn 1987 – dziewiętnaste mistrzostwa świata U-19 w rugby union mężczyzn zorganizowane przez FIRA, które odbyły się w Berlinie Zachodnim w dniach od 12 do 19 kwietnia 1987 roku.

## Klasyfikacja końcowa

### Grupa A
W pierwszych dwóch meczach Argentyńczycy łatwo pokonali Portugalię (34-9) i Rumunię (22-9). Półfinałowy pojedynek Argentyna–Włochy zakończył się remisem 6–6, w karnych zaś lepsi okazali się Argentyńczycy, którzy w finale pokonali następnie Francuzów 15–14.
| Miejsce | Reprezentacja  |
| ------- | -------------- |
| 1       | Argentyna U-19 |
| 2       | Francja U-19   |
| 3       | ZSRR U-19      |
| 4       | Włochy U-19    |
| 5       | RFN U-19       |
| 6       | Rumunia U-19   |
| 7       | Hiszpania U-19 |
| 8       | Belgia U-19    |

### Grupa B
| Miejsce | Reprezentacja   |
| ------- | --------------- |
| 1       | Portugalia U-19 |
| 2       | Polska U-19     |
| 3       | Tunezja U-19    |
| 4       | Szwajcaria U-19 |
| 5       | Holandia U-19   |
| 6       | Jugosławia U-19 |
| 7       | Szwecja U-19    |
| 8       | Dania U-19      |